# مایکل فولی
مایکل فولی (انگلیسی: Michael Foley؛ زادهٔ ۹ مارس ۱۹۸۳) بازیکن فوتبال اهل جمهوری ایرلند است.
از باشگاه‌هایی که در آن بازی کرده‌است می‌توان به باشگاه فوتبال لیورپول اشاره کرد.
وی همچنین در تیم‌های ملی فوتبال زیر ۱۶، ۲۰ و ۲۱ جمهوری ایرلند بازی کرده‌است.